# 워리어즈 영웅들의 전쟁
《워리어즈 영웅들의 전쟁》(영어: The Four Warriors)은 2015년에 개봉한 영국의 영화이다.

## 출연

### 주연
- 크리스토퍼 데인 - 리차드 역
- 글렌 스피어스 - 윌리엄 역
- 하드리안 하워드 - 쿠시타르 역
- 퍼갈 코글랜 - 해미쉬 역

### 조연
- 크리스티안 네언 - 발리파르 역
- 알렉스 차일즈 - 알리나 역
- 제시카 블레이크 - 다흐라 역